# Крошка из Беверли-Хиллз 2
«Кро́шка из Бе́верли-Хиллз 2» (англ. Beverly Hills Chihuahua 2) — американская комедия, вышедшая в кинопрокат 1 февраля 2011 года в США. Продолжение комедии Крошка из Беверли-Хиллз 2008 года.

## Сюжет
Действие начинается с торжественной церемонии бракосочетания Папи и Хлои. Через некоторое время у счастливой парочки появляются дети — пятеро забавных щенят: четыре дочки (Алли, Пэп, Лала и Роза) и один сын, Папи-младший. Шустрая компания днём носится по всему дому, а на ночь слушает папины сказки о великих героях славного племени чихуахуа.
 Тетя Вив (владелец Хлои) находится в тропических лесах в течение следующих 6 месяцев с племянницей Рэйчел в поисках растений для медицинских исследований. За это время Сэм (владелец Папи) заботится о всей семье чихуахуа. Сэм берет Хлою, Папи и щенков домой, чтобы встретить его родителей, мистера и миссис Кортес в Лос-Анджелес.
Сэм узнаёт, что его семья борется, чтобы оплатить ипотеку на дом, и банк планирует отнять их дом и продать его. Хлоя и остальные собаки решили соревноваться в выставке, чтобы выиграть большой денежный приз. Дельгадо, старый друг, также приходит к дому и говорит Хлое, что он нуждается в её помощи с тайной миссией. Дельгадо пытается сказать своим двум сыновьям правду о том, почему он оставил их, но он не может заставить себя это сделать. Позднее, хотя Папи первоначально выиграл, но из-за отсутствия породы, он дисквалифицируется, и выигрывает высокомерный Французский пудель по имени Аполил. Узнав, что Дельгадо имеет сыновей в Лос-Анджелесе, щенки отправились на их поиски. В попытке помочь, щенки увязают в ограблении банка.
Тем временем, Хлоя, Папи, Педро (брат Папи) и Дельгадо в пытаются найти щенков, когда они появляются на телевидении на месте ограбления банка. Все они поехали в банк, чтобы начать поиски щенков. Щенки залезли в сумки жуликов и в конечном итоге попали на хлебозавод Хоффмана. Педро находит маску с ароматом хлеба, которая приводит их к фабрике. Они сорвали ограбление, затем, вернувшись домой, узнали, что они были удостоены более чем достаточно денег, чтобы спасти свой дом, и что Рэйчел и тетя Вив вернулись. Дельгадо также возвращается в полицию с двумя своими сыновьями, которые сейчас узнали правду о том, почему Дельгадо оставил их. Сэм делает предложение Рэйчел, и та соглашается.

## В ролях
- Фил Льюис — г-н Мак Киббл
- Маркус Колома — Сэм Кортес
- Эрин Кэхилл — Рэйчел Эш
- Сьюзан Блэйкли — Эш Вив Вивиан
- Кастуло Гуэрра — г-н Кортес
- Люпе Онтиверос — г-ка Кортес
- Элайн Хендрикс — Колин Мансфайлд
- Френч Стюарт — первый судья
- Морган Файрчайлд — второй судья
- Том Кенни — Себастьян
- Брайн Штепанек — менеджер банка

### Озвучивали
- Джордж Лопез — Папи
- Одетт Юстман — Хлоя
- Захари Гордан — Папи младший
- Эмили Осмент — Пеп
- Бриджит Мендлер — Мари Апполин Бувье
- Богдана Шишкова — Лала
- Чантайлли Спалан — Роза
- Делани Джонс — Али
- Эрни Хадсон — Педро
- Мигель Феррер — Дельгадо
- Джон Донахью — Антонио
- Джон Уэртас — Альберто